# Obsjtina Jakimovo
Obsjtina Jakimovo (bulgariska: Община Якимово) är en kommun i Bulgarien.   Den ligger i regionen Montana, i den nordvästra delen av landet, 100 km norr om huvudstaden Sofia.
Obsjtina Jakimovo delas in i:
- Dolno Tserovene
- Dălgodeltsi
- Komosjtitsa

Följande samhällen finns i Obsjtina Jakimovo:
- Jakimovo
- Dolno Tserovene

Trakten runt Obsjtina Jakimovo består till största delen av jordbruksmark. Runt Obsjtina Jakimovo är det ganska glesbefolkat, med 36 invånare per kvadratkilometer.